# Landeskrankenhaus Bludenz
Das Landeskrankenhaus Bludenz (ehemals Stadtspital Bludenz) ist ein seit 2003 von der Vorarlberger Krankenhaus-Betriebsgesellschaft betriebenes Krankenhaus in Bludenz im österreichischen Bundesland Vorarlberg.

## Geschichte
Der Neubau des Krankenhauses mit 105 Patientenbetten fand in den Jahren 1979 bis 1983 statt. 
Von 1984 bis 1987 kam es zur Generalsanierung des Altbaus mit 102 Betten. Am 1. Jänner 2003 wurde das Krankenhaus der Stadt Bludenz von der Vorarlberger Krankenhaus-Betriebsgesellschaft übernommen und in Landeskrankenhaus Bludenz umbenannt.
Der Startschuss zur Generalsanierung des LKH fiel bereits im Jahr 2004 mit der Erstellung des Raum- und Funktionsprogrammes, das in einer Masterplanung mündete. Zwei Jahre später starteten die Planungen für die Generalsanierung und die Erweiterung des Spitals und weitere drei Jahre später erfolgte die die Ausführung des ersten Teilobjekts. 
Bis 2013 entstand im Zuge dessen ein Erweiterungsbau mit Hubschrauberlandeplatz, gefolgt vom Um- und Zubau der Ambulanzen und einer neuen Rettungsvorfahrt. Nach der Fertigstellung des ersten Teilobjekts 2014 begannen bereits die Vorbereitungen für das zweite Teilobjekt, das die Sanierung des bestehenden Hauptgebäudes vorsah.

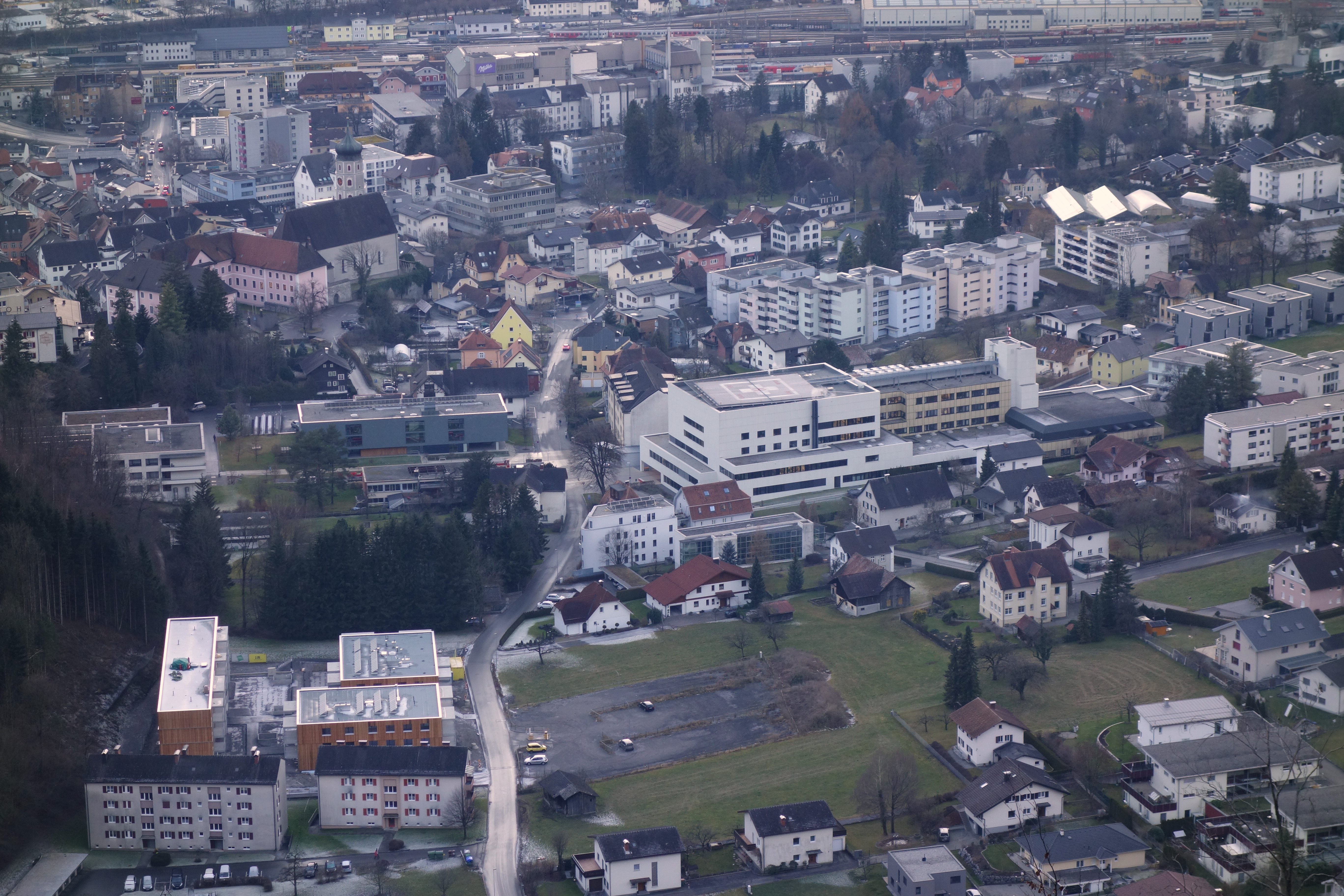
Baufortschritt im Dezember 2015

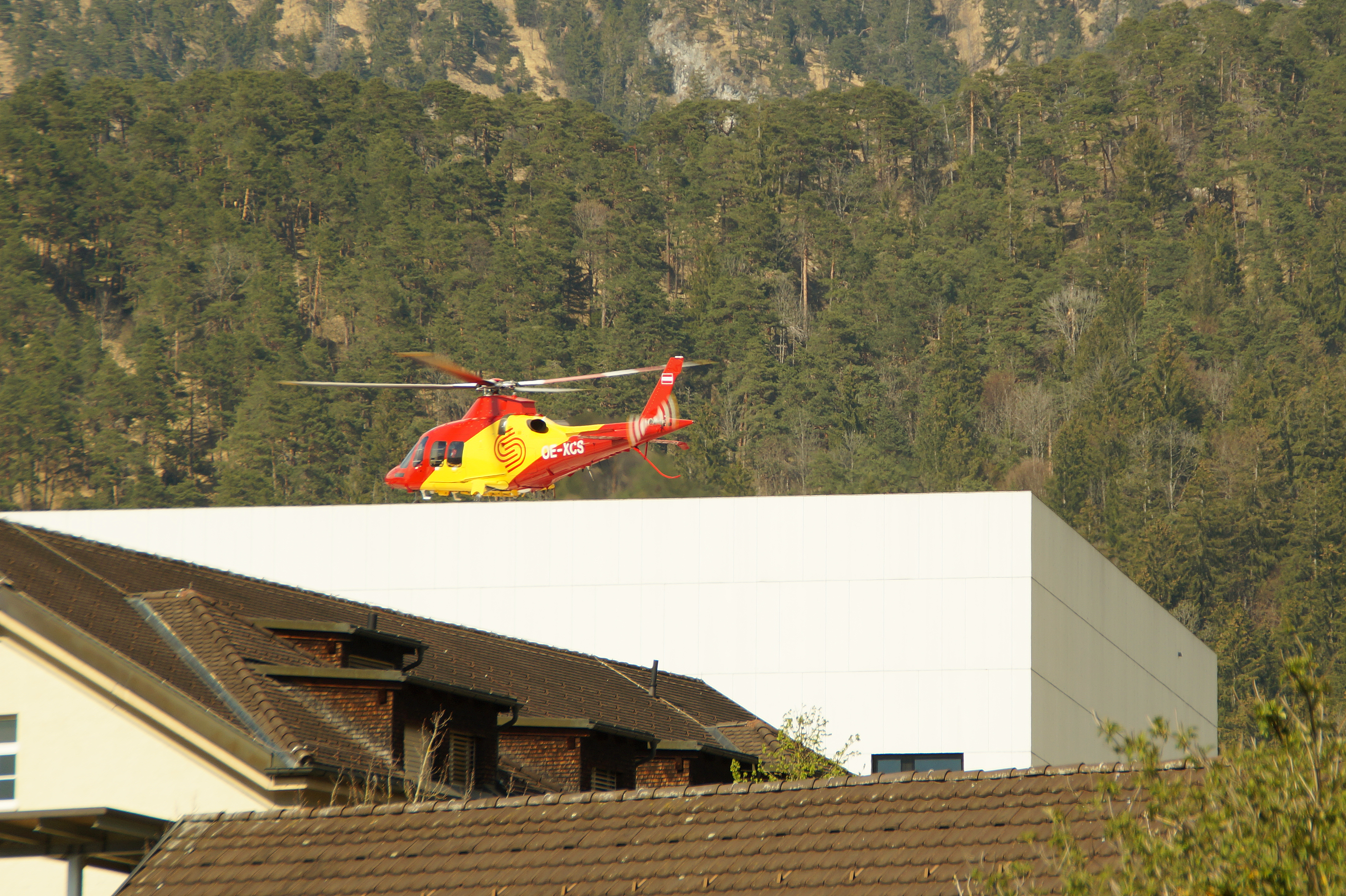
Eine AgustaWestland AW109SP GrandNew landet auf dem Heliport des LKH Bludenz (2019)

Im April 2019 wurde mit der Sanierung des Altbaus im LKH Bludenz – dabei vor allem den Bettentrakten aus den 1980er Jahren – begonnen und die voraussichtlichen Umbaukosten wurden mit rund elf Millionen Euro beziffert. 
Zu diesem Zeitpunkt ging man davon aus, dass die Sanierung rund 14 Monate dauern und bis Sommer 2020 abgeschlossen sein sollte. Mitunter aufgrund der COVID-19-Pandemie kam es jedoch zu Bauverzögerungen. 
Im August 2020 war eine Station mit 42 Patientenzimmern auf den neuesten Stand der Technik gebracht worden und damit eine Bauetappe abgeschlossen worden. Bis Sommer 2021 sollte die Sanierung der Bettenstationen im inneren Teil des Hauptgebäudes beendet werden. Die Gesamtkosten des Umbaus wurden im August 2020 mit rund 11,8 Millionen Euro beziffert. Nach Abschluss der Generalsanierung, bei der bis auf den Rohzustand zurückgebaut werden sollte, sollen 90 Patientenbetten im Haupttrakt und zusätzliche 44 Betten im Neubautrakt zur Verfügung stehen. Im Oktober 2021 kam es zur Eröffnung des neuen Stationsbereiches, der rundumerneuerten Bettenstationen mit 88 Betten im Hauptgebäude. 
Als letzte Bauetappe sah man zu diesem Zeitpunkt die Sanierung des OP-Bereichs an. Die Sanierungen sollten rund drei Jahre lang dauern, wobei der Betrieb von zwei OP-Sälen dabei permanent aufrechterhalten werden soll. Parallel dazu soll die Physiotherapie ins Hauptgebäude integriert, sowie der Altbau des Pflegeheimes abgerissen und die Außenanlagen neu gestaltet werden. Insgesamt wurde zu diesem Zeitpunkt in den Medien von einer Summe von 15 Millionen Euro berichtet. Planmäßige Fertigstellung der Generalsanierung des LKH Bludenz sei das Jahr 2025.
Im Zuge der Ausbreitung der Coronavirus-Pandemie 2020 lag der Schwerpunkt für die Versorgung von Corona-Patienten in Vorarlberg in den Krankenhäusern Bludenz und Hohenems.
2021 wurde vermeldet, dass seit dem Start der Planungen und Bauarbeiten in den vorangegangenen 15 Jahren rund 48,6 Millionen Euro in die Verbesserung der Spitalsinfrastruktur in Bludenz geflossen seien. 
Im Sommer 2023 wurde bekannt, dass das LKH Bludenz aufgrund des Fachkräftemangels und dadurch fehlender Fachärzte ein Sommermodell für die häuserübergreifende Abteilung für Gynäkologie und Geburtshilfe der beiden LKH Feldkirch und Bludenz beschlossen habe. 
Gleichzeitig erhielt das LKH Bludenz mit 1. Juli 2023 einen neuen Chefarzt. Der gebürtige Kärntner Alois Süssenbacher, der bisherige Vorstand der Abteilung für Innere Medizin, folgte dabei Ruth Krumpholz, die diese Funktion acht Jahre davor innehatte, nach.

## Statistik 2022
Mit Stand 31. Dezember 2022 beschäftigte das LKH Bludenz 440 Mitarbeiter und verfügte über 141 Patientenbetten. In den fünf Fachbereichen des Krankenhauses kam es zu insgesamt 9.100 stationären Aufnahmen, 3.950 Operationen und 55.000 ambulanten Frequenzen. Zudem wurden im Jahr 2022 500 Babys in Bludenz geboren.

## Abteilungen
Im LKH Bludenz gibt es (Stand: 2023) fünf Fachabteilungen.
- Innere Medizin
- Department für Unfallchirurgie
- Allgemeinchirurgie
- Gynäkologie und Geburtshilfe
- Anästhesie und Intensivmedizin